# Grand Prix moto d'Argentine 1994
Le  Grand Prix moto d'Argentine 1994 est la treizième manche du Championnat du monde de vitesse moto 1994. La compétition s'est déroulée du 23 au 25 septembre 1994 sur le Circuit Oscar Alfredo Galvez.
C'est la 7e édition du Grand Prix moto d'Argentine.

## Classement 500 cm3
| Pos  | Pilote               | Constructeur  | Temps/Écart     | Points |
| ---- | -------------------- | ------------- | --------------- | ------ |
| 1    | Mickael Doohan       | Honda         | 48 min 12 s 812 | 25     |
| 2    | Doug Chandler        | Cagiva        | +8 s 742        | 20     |
| 3    | John Kocinski        | Cagiva        | +16 s 969       | 16     |
| 4    | Shinichi Itoh        | Honda         | +28 s 281       | 13     |
| 5    | Alberto Puig         | Honda         | +32 s 390       | 11     |
| 6    | Luca Cadalora        | Yamaha        | +40 s 069       | 10     |
| 7    | Alex Criville        | Honda         | +41 s 242       | 9      |
| 8    | Alex Barros          | Suzuki        | +43 s 050       | 8      |
| 9    | Jeremy McWilliams    | Yamaha        | +56 s 749       | 7      |
| 10   | Sean Emmett          | Suzuki        | +58 s 171       | 6      |
| 11   | Niall Mackenzie      | ROC Yamaha    | +1 min 12 s 954 | 5      |
| 12   | Bernard Garcia       | ROC Yamaha    | +1 min 20 s 205 | 4      |
| 13   | Marc Garcia          | ROC Yamaha    | +1 min 40 s 197 | 3      |
| 14   | Laurent Naveau       | ROC Yamaha    | +1 min 41 s 634 | 2      |
| 15   | Neil Hodgson         | Harris Yamaha | +1 min 41 s 970 | 1      |
| 16   | Cristiano Migliorati | ROC Yamaha    | +1 min 44 s 146 |        |
| 17   | Lucio Pedercini      | ROC Yamaha    | +1 tour         |        |
| 18   | Cees Doorakkers      | Harris Yamaha | +1 tour         |        |
| 19   | Bernard Haenggeli    | ROC Yamaha    | +1 tour         |        |
| 20   | Nestor Amoroso       | Harris Yamaha | +1 tour         |        |
| Abd. | Felipe Horta         | Harris Yamaha | Abandon         |        |
| Abd. | Vittorio Scatola     | Paton         | Abandon         |        |
| Abd. | Andreas Leuthe       | ROC Yamaha    | Abandon         |        |
| Abd. | Kevin Mitchell       | Harris Yamaha | Abandon         |        |
| Abd. | Bruno Bonhuil        | ROC Yamaha    | Abandon         |        |
| Abd. | Jean Foray           | ROC Yamaha    | Abandon         |        |
| Abd. | John Reynolds        | Harris Yamaha | Abandon         |        |
| Abd. | Jean-Pierre Jeandat  | ROC Yamaha    | Abandon         |        |
| Abd. | Marco Papa           | ROC Yamaha    | Abandon         |        |
| Abd. | Daryl Beattie        | Yamaha        | Abandon         |        |

## Classement 250 cm3
| Pos  | Pilote                    | Constructeur | Temps/Écart     | Points |
| ---- | ------------------------- | ------------ | --------------- | ------ |
| 1    | Tadayuki Okada            | Honda        | 45 min 09 s 167 | 25     |
| 2    | Max Biaggi                | Aprilia      | +5 s 283        | 20     |
| 3    | Tetsuya Harada            | Yamaha       | +5 s 603        | 16     |
| 4    | Jean-Philippe Ruggia      | Aprilia      | +6 s 513        | 13     |
| 5    | Loris Capirossi           | Honda        | +13 s 867       | 11     |
| 6    | Kenny Roberts Jr          | Yamaha       | +19 s 601       | 10     |
| 7    | Jean-Michel Bayle         | Aprilia      | +19 s 782       | 9      |
| 8    | Ralf Waldmann             | Honda        | +21 s 911       | 8      |
| 9    | Luis d'Antin              | Honda        | +28 s 758       | 7      |
| 10   | Carlos Checa              | Honda        | +29 s 735       | 6      |
| 11   | Wilco Zeelenberg          | Honda        | +49 s 183       | 5      |
| 12   | Adrien Bosshard           | Honda        | +50 s 185       | 4      |
| 13   | Juan Borja                | Honda        | +50 s 290       | 3      |
| 14   | Giuseppe Fiorillo         | Honda        | +1 min 01 s 925 | 2      |
| 15   | José Luis Cardoso         | Aprilia      | +1 min 04 s 593 | 1      |
| 16   | Luis Maurel               | Honda        | +1 min 13 s 199 |        |
| 17   | Frédéric Protat           | Honda        | +1 min 13 s 480 |        |
| 18   | Adolf Stadler             | Honda        | +1 min 22 s 501 |        |
| 19   | Eskil Suter               | Aprilia      | +1 min 24 s 839 |        |
| 20   | Jurgen Fuchs              | Honda        | +1 min 36 s 375 |        |
| 21   | Nobuatsu Aoki             | Honda        | +1 min 40 s 904 |        |
| 22   | James Haydon              | Honda        | +1 tour         |        |
| 23   | Krisse Kaas               | Yamaha       | +1 tour         |        |
| 24   | Sergio Granton            | Yamaha       | +1 tour         |        |
| 25   | Manuel Hernandez          | Aprilia      | +1 tour         |        |
| Abd. | Jurgen van den Goorbergh  | Aprilia      | Abandon         |        |
| Abd. | Andreas Preining          | Aprilia      | Abandon         |        |
| Abd. | Louis Lavado              | Yamaha       | Abandon         |        |
| Abd. | Chrisrian Boudinot        | Aprilia      | Abandon         |        |
| Abd. | Patrick van den Goorbergh | Aprilia      | Abandon         |        |
| Abd. | Enrique de Juan           | Aprilia      | Abandon         |        |
| Abd. | Rodney Fee                | Honda        | Abandon         |        |
| Abd. | Noël Ferro                | Honda        | Abandon         |        |
| Abd. | Alessandro Gramigni       | Aprilia      | Abandon         |        |

## Classement 125 cm3
| Pos  | Pilote               | Constructeur | Temps/Écart     | Points |
| ---- | -------------------- | ------------ | --------------- | ------ |
| 1    | Jorge Martínez       | Yamaha       | 43 min 37 s 568 | 25     |
| 2    | Noboru Ueda          | Honda        | +0 s 376        | 20     |
| 3    | Stefano Perugini     | Aprilia      | +1 s 344        | 16     |
| 4    | Gianluigi Scalvini   | Aprilia      | +3 s 114        | 13     |
| 5    | Emilio Alzamora      | Honda        | +3 s 643        | 11     |
| 6    | Dirk Raudies         | Honda        | +14 s 007       | 10     |
| 7    | Takeshi Tsujimura    | Honda        | +16 s 079       | 9      |
| 8    | Masaki Tokudome      | Honda        | +26 s 443       | 8      |
| 9    | Kazuto Sakata        | Aprilia      | +26 s 710       | 7      |
| 10   | Carlos Giro          | Aprilia      | +26 s 858       | 6      |
| 11   | Stefan Prein         | Yamaha       | +27 s 642       | 5      |
| 12   | Haruchika Aoki       | Honda        | +27 s 733       | 4      |
| 13   | Peter Öttl           | Aprilia      | +28 s 670       | 3      |
| 14   | Akira Saito          | Honda        | +54 s 782       | 2      |
| 15   | Enrique Maturana     | Yamaha       | +55 s 406       | 1      |
| 16   | Olivier Petrucciani  | Aprilia      | +1 min 09 s 914 |        |
| 17   | Max Gambino          | Aprilia      | +1 min 16 s 891 |        |
| 18   | Manfred Baumann      | Yamaha       | +1 min 41 s 084 |        |
| 19   | Pablo Zeballos       | Honda        | +1 tour         |        |
| Abd. | Maik Stief           | Aprilia      | Abandon         |        |
| Abd. | Loek Bodelier        | Honda        | Abandon         |        |
| Abd. | Sebastian Porto      | Aprilia      | Abandon         |        |
| Abd. | Frédéric Petit       | Yamaha       | Abandon         |        |
| Abd. | Hideyuki Nakajo      | Honda        | Abandon         |        |
| Abd. | Tomoko Igata         | Honda        | Abandon         |        |
| Abd. | Lucio Cecchinello    | Honda        | Abandon         |        |
| Abd. | Manfred Geissler     | Aprilia      | Abandon         |        |
| Abd. | Vittorio Lopez       | Honda        | Abandon         |        |
| Abd. | Hans Spaan           | Honda        | Abandon         |        |
| Abd. | Oliver Koch          | Honda        | Abandon         |        |
| Abd. | Katsuyoshi Takahashi | Honda        | Abandon         |        |
| Abd. | Nicolas Dussauge     | Honda        | Abandon         |        |
| Abd. | Darren Barton        | Honda        | Abandon         |        |
| Abd. | Fausto Gresini       | Honda        | Abandon         |        |
| Abd. | Gabriele Debbia      | Honda        | Abandon         |        |